# Uppsala läns södra domsagas valkrets
Uppsala läns södra domsagas valkrets var vid riksdagsvalen till andra kammaren 1866-1908 en egen valkrets med ett mandat. Valkretsen avskaffades vid övergången till proportionellt valsystem 1911, då den uppgick i Uppsala läns valkrets.

## Riksdagsmän
- Jan Fredrik Fredricson, lmp (1867–1881)
- Johan Eric Anderson (1882-1884)
- Lars Mallmin, lmp 1885–1887, nya lmp 1888–1894, lmp 1895–1911 (1885–1911)

## Valresultat

### 1887 I
| Andrakammarvalet i Sverige 1887 I: Uppsala läns södra domsagas valkrets | Andrakammarvalet i Sverige 1887 I: Uppsala läns södra domsagas valkrets | Andrakammarvalet i Sverige 1887 I: Uppsala läns södra domsagas valkrets | Andrakammarvalet i Sverige 1887 I: Uppsala läns södra domsagas valkrets | Andrakammarvalet i Sverige 1887 I: Uppsala läns södra domsagas valkrets |
| Kandidat                                                                | Kandidat                                                                | Röster                                                                  | Röster                                                                  | Röster                                                                  |
| Kandidat                                                                | Kandidat                                                                | Antal                                                                   | %                                                                       | +− %                                                                    |
| ----------------------------------------------------------------------- | ----------------------------------------------------------------------- | ----------------------------------------------------------------------- | ----------------------------------------------------------------------- | ----------------------------------------------------------------------- |
|                                                                         | Lars Mallmin (prot.)                                                    | 36                                                                      | 100,0                                                                   |                                                                         |
| Antal giltiga röster                                                    | Antal giltiga röster                                                    | 36                                                                      |                                                                         |                                                                         |
| Kasserade röster                                                        | Kasserade röster                                                        | 1                                                                       |                                                                         |                                                                         |
| Totalt                                                                  | Totalt                                                                  | 37                                                                      |                                                                         |                                                                         |

Valet hölls den 20 april 1887 och skedde med 37 elektorer. Valkretsen hade 22 298 invånare den 31 december 1885, varav 1 029 eller 4,6 % var valberättigade. 261 personer deltog i valet av elektorer, ett valdeltagande på 25,4 %.

### 1887 II
| Andrakammarvalet i Sverige 1887 II: Uppsala läns södra domsagas valkrets | Andrakammarvalet i Sverige 1887 II: Uppsala läns södra domsagas valkrets | Andrakammarvalet i Sverige 1887 II: Uppsala läns södra domsagas valkrets | Andrakammarvalet i Sverige 1887 II: Uppsala läns södra domsagas valkrets | Andrakammarvalet i Sverige 1887 II: Uppsala läns södra domsagas valkrets |
| Kandidat                                                                 | Kandidat                                                                 | Röster                                                                   | Röster                                                                   | Röster                                                                   |
| Kandidat                                                                 | Kandidat                                                                 | Antal                                                                    | %                                                                        | +− %                                                                     |
| ------------------------------------------------------------------------ | ------------------------------------------------------------------------ | ------------------------------------------------------------------------ | ------------------------------------------------------------------------ | ------------------------------------------------------------------------ |
|                                                                          | Lars Mallmin                                                             | 36                                                                       | 97,3                                                                     | ▼2,7                                                                     |
|                                                                          | Fredrik Eriksson                                                         | 1                                                                        | 2,7                                                                      |                                                                          |
| Antal giltiga röster                                                     | Antal giltiga röster                                                     | 37                                                                       |                                                                          |                                                                          |
| Kasserade röster                                                         | Kasserade röster                                                         | 0                                                                        |                                                                          |                                                                          |
| Totalt                                                                   | Totalt                                                                   | 37                                                                       |                                                                          |                                                                          |

Valet hölls den 29 augusti 1887 och skedde med 37 elektorer. Valkretsen hade 22 611 invånare den 31 december 1886, varav 1 028 eller 4,5 % var valberättigade. 183 personer deltog i valet av elektorer, ett valdeltagande på 17,8 %.

### 1890
| Andrakammarvalet i Sverige 1890: Uppsala läns södra domsagas valkrets | Andrakammarvalet i Sverige 1890: Uppsala läns södra domsagas valkrets | Andrakammarvalet i Sverige 1890: Uppsala läns södra domsagas valkrets | Andrakammarvalet i Sverige 1890: Uppsala läns södra domsagas valkrets | Andrakammarvalet i Sverige 1890: Uppsala läns södra domsagas valkrets |
| Kandidat                                                              | Kandidat                                                              | Röster                                                                | Röster                                                                | Röster                                                                |
| Kandidat                                                              | Kandidat                                                              | Antal                                                                 | %                                                                     | +− %                                                                  |
| --------------------------------------------------------------------- | --------------------------------------------------------------------- | --------------------------------------------------------------------- | --------------------------------------------------------------------- | --------------------------------------------------------------------- |
|                                                                       | Lars Mallmin                                                          | 34                                                                    | 100,0                                                                 | ▲2,7                                                                  |
| Antal giltiga röster                                                  | Antal giltiga röster                                                  | 34                                                                    |                                                                       |                                                                       |
| Kasserade röster                                                      | Kasserade röster                                                      | 1                                                                     |                                                                       |                                                                       |
| Totalt                                                                | Totalt                                                                | 35                                                                    |                                                                       |                                                                       |

Valet hölls den 2 september 1890 och skedde med 35 elektorer. Valkretsen hade 22 903 invånare den 31 december 1889, varav 1 006 eller 4,4 % var valberättigade. 199 personer deltog i valet av elektorer, ett valdeltagande på 19,8 %.

### 1893
| Andrakammarvalet i Sverige 1893: Uppsala läns södra domsagas valkrets | Andrakammarvalet i Sverige 1893: Uppsala läns södra domsagas valkrets | Andrakammarvalet i Sverige 1893: Uppsala läns södra domsagas valkrets | Andrakammarvalet i Sverige 1893: Uppsala läns södra domsagas valkrets | Andrakammarvalet i Sverige 1893: Uppsala läns södra domsagas valkrets |
| Kandidat                                                              | Kandidat                                                              | Röster                                                                | Röster                                                                | Röster                                                                |
| Kandidat                                                              | Kandidat                                                              | Antal                                                                 | %                                                                     | +− %                                                                  |
| --------------------------------------------------------------------- | --------------------------------------------------------------------- | --------------------------------------------------------------------- | --------------------------------------------------------------------- | --------------------------------------------------------------------- |
|                                                                       | Lars Mallmin                                                          | 36                                                                    | 97,3                                                                  | ▼2,7                                                                  |
|                                                                       | Wilhelm Ramstedt                                                      | 1                                                                     | 2,7                                                                   |                                                                       |
| Antal giltiga röster                                                  | Antal giltiga röster                                                  | 37                                                                    |                                                                       |                                                                       |
| Kasserade röster                                                      | Kasserade röster                                                      | 0                                                                     |                                                                       |                                                                       |
| Totalt                                                                | Totalt                                                                | 37                                                                    |                                                                       |                                                                       |

Valet hölls den 11 september 1893 och skedde med 37 elektorer. Valkretsen hade 22 862 invånare den 31 december 1892, varav 1 056 eller 4,6 % var valberättigade. 242 personer deltog i valet av elektorer, ett valdeltagande på 22,9 %.

### 1896
| Andrakammarvalet i Sverige 1896: Uppsala läns södra domsagas valkrets | Andrakammarvalet i Sverige 1896: Uppsala läns södra domsagas valkrets | Andrakammarvalet i Sverige 1896: Uppsala läns södra domsagas valkrets | Andrakammarvalet i Sverige 1896: Uppsala läns södra domsagas valkrets | Andrakammarvalet i Sverige 1896: Uppsala läns södra domsagas valkrets |
| Kandidat                                                              | Kandidat                                                              | Röster                                                                | Röster                                                                | Röster                                                                |
| Kandidat                                                              | Kandidat                                                              | Antal                                                                 | %                                                                     | +− %                                                                  |
| --------------------------------------------------------------------- | --------------------------------------------------------------------- | --------------------------------------------------------------------- | --------------------------------------------------------------------- | --------------------------------------------------------------------- |
|                                                                       | Lars Mallmin (prot.)                                                  | 37                                                                    | 100,0                                                                 | ▲2,7                                                                  |
| Antal giltiga röster                                                  | Antal giltiga röster                                                  | 37                                                                    |                                                                       |                                                                       |
| Kasserade röster                                                      | Kasserade röster                                                      | 0                                                                     |                                                                       |                                                                       |
| Totalt                                                                | Totalt                                                                | 37                                                                    |                                                                       |                                                                       |

Valet hölls den 16 september 1896 och skedde med 37 elektorer. Valkretsen hade 22 340 invånare den 31 december 1895, varav 1 068 eller 4,8 % var valberättigade. 205 personer deltog i valet av elektorer, ett valdeltagande på 19,2 %.

### 1899
| Andrakammarvalet i Sverige 1899: Uppsala läns södra domsagas valkrets | Andrakammarvalet i Sverige 1899: Uppsala läns södra domsagas valkrets | Andrakammarvalet i Sverige 1899: Uppsala läns södra domsagas valkrets | Andrakammarvalet i Sverige 1899: Uppsala läns södra domsagas valkrets | Andrakammarvalet i Sverige 1899: Uppsala läns södra domsagas valkrets |
| Kandidat                                                              | Kandidat                                                              | Röster                                                                | Röster                                                                | Röster                                                                |
| Kandidat                                                              | Kandidat                                                              | Antal                                                                 | %                                                                     | +− %                                                                  |
| --------------------------------------------------------------------- | --------------------------------------------------------------------- | --------------------------------------------------------------------- | --------------------------------------------------------------------- | --------------------------------------------------------------------- |
|                                                                       | Lars Mallmin                                                          | 35                                                                    | 94,6                                                                  | ▼5,4                                                                  |
|                                                                       | Övriga kandidater                                                     | 2                                                                     | 5,4                                                                   |                                                                       |
| Antal giltiga röster                                                  | Antal giltiga röster                                                  | 37                                                                    |                                                                       |                                                                       |
| Kasserade röster                                                      | Kasserade röster                                                      | 0                                                                     |                                                                       |                                                                       |
| Totalt                                                                | Totalt                                                                | 37                                                                    |                                                                       |                                                                       |

Valet hölls den 29 augusti 1899 och skedde med 37 elektorer. Valkretsen hade 22 183 invånare den 31 december 1898, varav 1 133 eller 5,1 % var valberättigade. 221 personer deltog i valet av elektorer, ett valdeltagande på 19,5 %.

### 1902
| Andrakammarvalet i Sverige 1902: Uppsala läns södra domsagas valkrets | Andrakammarvalet i Sverige 1902: Uppsala läns södra domsagas valkrets | Andrakammarvalet i Sverige 1902: Uppsala läns södra domsagas valkrets | Andrakammarvalet i Sverige 1902: Uppsala läns södra domsagas valkrets | Andrakammarvalet i Sverige 1902: Uppsala läns södra domsagas valkrets |
| Kandidat                                                              | Kandidat                                                              | Röster                                                                | Röster                                                                | Röster                                                                |
| Kandidat                                                              | Kandidat                                                              | Antal                                                                 | %                                                                     | +− %                                                                  |
| --------------------------------------------------------------------- | --------------------------------------------------------------------- | --------------------------------------------------------------------- | --------------------------------------------------------------------- | --------------------------------------------------------------------- |
|                                                                       | Lars Mallmin                                                          | 32                                                                    | 86,5                                                                  | ▼8,1                                                                  |
|                                                                       | Hugo Tamm (kons.)                                                     | 5                                                                     | 13,5                                                                  |                                                                       |
| Antal giltiga röster                                                  | Antal giltiga röster                                                  | 37                                                                    |                                                                       |                                                                       |
| Kasserade röster                                                      | Kasserade röster                                                      | 0                                                                     |                                                                       |                                                                       |
| Totalt                                                                | Totalt                                                                | 37                                                                    |                                                                       |                                                                       |

Valet hölls den 9 september 1902 och skedde med 37 elektorer. Valkretsen hade 21 580 invånare den 31 december 1901, varav 1 126 eller 5,2 % var valberättigade. 233 personer deltog i valet av elektorer, ett valdeltagande på 20,7 %.

### 1905
| Andrakammarvalet i Sverige 1905: Uppsala läns södra domsagas valkrets | Andrakammarvalet i Sverige 1905: Uppsala läns södra domsagas valkrets | Andrakammarvalet i Sverige 1905: Uppsala läns södra domsagas valkrets | Andrakammarvalet i Sverige 1905: Uppsala läns södra domsagas valkrets | Andrakammarvalet i Sverige 1905: Uppsala läns södra domsagas valkrets |
| Kandidat                                                              | Kandidat                                                              | Röster                                                                | Röster                                                                | Röster                                                                |
| Kandidat                                                              | Kandidat                                                              | Antal                                                                 | %                                                                     | +− %                                                                  |
| --------------------------------------------------------------------- | --------------------------------------------------------------------- | --------------------------------------------------------------------- | --------------------------------------------------------------------- | --------------------------------------------------------------------- |
|                                                                       | Lars Mallmin                                                          | 37                                                                    | 100,0                                                                 | ▲13,5                                                                 |
| Antal giltiga röster                                                  | Antal giltiga röster                                                  | 37                                                                    |                                                                       |                                                                       |
| Kasserade röster                                                      | Kasserade röster                                                      | 0                                                                     |                                                                       |                                                                       |
| Totalt                                                                | Totalt                                                                | 37                                                                    |                                                                       |                                                                       |

Valet hölls den 22 september 1905 och skedde med 37 elektorer. Valkretsen hade 21 475 invånare den 31 december 1904, varav 1 153 eller 5,4 % var valberättigade. 198 personer deltog i valet av elektorer, ett valdeltagande på 17,2 %.

### 1908
| Andrakammarvalet i Sverige 1908: Uppsala läns södra domsagas valkrets | Andrakammarvalet i Sverige 1908: Uppsala läns södra domsagas valkrets | Andrakammarvalet i Sverige 1908: Uppsala läns södra domsagas valkrets | Andrakammarvalet i Sverige 1908: Uppsala läns södra domsagas valkrets | Andrakammarvalet i Sverige 1908: Uppsala läns södra domsagas valkrets |
| Kandidat                                                              | Kandidat                                                              | Röster                                                                | Röster                                                                | Röster                                                                |
| Kandidat                                                              | Kandidat                                                              | Antal                                                                 | %                                                                     | +− %                                                                  |
| --------------------------------------------------------------------- | --------------------------------------------------------------------- | --------------------------------------------------------------------- | --------------------------------------------------------------------- | --------------------------------------------------------------------- |
|                                                                       | Lars Mallmin                                                          | 509                                                                   | 67,0                                                                  | ▼13,0                                                                 |
|                                                                       | Hugo Hugosson Tamm (höger)                                            | 251                                                                   | 33,0                                                                  |                                                                       |
| Antal giltiga röster                                                  | Antal giltiga röster                                                  | 760                                                                   |                                                                       |                                                                       |
| Kasserade röster                                                      | Kasserade röster                                                      | 3                                                                     |                                                                       |                                                                       |
| Totalt                                                                | Totalt                                                                | 763                                                                   |                                                                       |                                                                       |

Valet hölls den 6 september 1908. Valkretsen hade 20 724 invånare den 31 december 1907, varav 1 295 eller 6,2 % var valberättigade. 763 personer deltog i valet, ett valdeltagande på 58,9 %.